# S.P. Tre Penne
S.P. Tre Penne sanmarinski je nogometni klub sa sjedištem u Serravalleu. Klub je osnovan 1956. Trenutno igra u sanmarinskom prvenstvu. Boje tima su bijela i plava kod kuće i crvena u gostima.

## Uspjesi
- Campionato Sammarinese di Calcio: 5

2011./12., 2012./13., 2015./16., 2018./19., 2022./23.
- Coppa Titano: 6

1967., 1970., 1982., 1983., 2000., 2017.
- Trofeo Federale: 1

2005.
- Super Coppa Sammarinese: 3

2013., 2016., 2017.

## Europska natjecanja
| Sezona    | Natjecanje                        | Kolo                    | Klub            | Doma | Gost | Ukupno |
| --------- | --------------------------------- | ----------------------- | --------------- | ---- | ---- | ------ |
| 2010./11. | UEFA Europska liga                | 2. kvalifikacijsko kolo | Zrinjski Mostar | 2:9  | 1:4  | 3:13   |
| 2011./12. | UEFA Europska liga                | 1. kvalifikacijsko kolo | Rad             | 1:3  | 0:6  | 1:9    |
| 2012./13. | UEFA Liga prvaka                  | 1. kvalifikacijsko kolo | F91 Dudelange   | 0:4  | 0:7  | 0:11   |
| 2013./14. | UEFA Liga prvaka                  | 1. kvalifikacijsko kolo | Širak           | 1:0  | 0:3  | 1:3    |
| 2016./17. | UEFA Liga prvaka                  | 1. kvalifikacijsko kolo | The New Saints  | 0:3  | 1:2  | 1:5    |
| 2017./18. | UEFA Europska liga                | 1. kvalifikacijsko kolo | Rabotnički      | 0:1  | 0:6  | 0:7    |
| 2019./20. | UEFA Liga prvaka                  | pretkolo                | FC Santa Coloma | 0:1  | 0:1  | 0:1    |
| 2019./20. | UEFA Europska liga                | 2. kvalifikacijsko kolo | Sūduva          | 0:5  | 0:5  | 0:10   |
| 2020./21. | UEFA Europska liga                | pretkolo                | Gjilani         | 1:3  | 1:3  | 1:3    |
| 2021./22. | UEFA Europska konferencijska liga | 1. kvalifikacijsko kolo | Dinamo Batumi   | 0:4  | 0:3  | 0:7    |
| 2022./23. | UEFA Europska konferencijska liga | 1. kvalifikacijsko kolo | Tuzla City      | 0:2  | 0:6  | 0:8    |
| 2023./24. | UEFA Liga prvaka                  | pretkolo                | Breiðablik      | 1:7  | 1:7  | 1:7    |
| 2023./24. | UEFA Europska konferencijska liga | 2. kvalifikacijsko kolo | Valmiera        | 0:3  | 0:7  | 0:10   |
| 2024./25. | UEFA Konferencijska liga          | 1. kvalifikacijsko kolo | Floriana        | 1:1  | 1:3  | 2:4    |

## Vanjske poveznice
- Official website  Arhivirana inačica izvorne stranice od 28. rujna 2007. (Wayback Machine)
- FSGC page  Arhivirana inačica izvorne stranice od 24. prosinca 2012. (Wayback Machine)
- Tre Penne at EUFO.DE  Arhivirana inačica izvorne stranice od 30. ožujka 2009. (Wayback Machine)